# Буренков Сергій Петрович
Сергій Петрович Буренков (нар. 20 липня 1923, місто Петроград, тепер Санкт-Петербург, Російська Федерація — 8 квітня 2004, місто Москва) — радянський державний діяч, лікар, міністр охорони здоров'я СРСР. Кандидат у члени ЦК КПРС у 1981—1989 роках. Депутат Верховної Ради СРСР 10—11-го скликань. Кандидат медичних наук (1970).

## Життєпис
Народився в родині службовця. У 1941 році закінчив середню школу в місті Ленінграді.
У 1941—1947 роках — слухач Ленінградської Військово-морської медичної академії.
У вересні — жовтні 1941 року працював на оборонних роботах на кінгісеппському напрямку фронту біля Ленінграду. Зимою 1941 року разом з академією був евакуйований до міста Кірова, де продовжив навчання.
Влітку 1942 року Сергій Буренков був направлений в місто Верещагіно Пермської області, в 252-у стрілецьку дивізію Червоної армії. Служив командиром розрахунку протитанкових рушниць, командував розрахунком 45-мм гармати біля міста Сталінграда, учасник німецько-радянської війни. 23 листопада 1942 року був важко контужений і поранений в ліву ногу. Лікувався в армійському госпіталі.
У 1943—1944 роках — санітарний інструктор 91-ї танкової бригади на Донському фронті. У 1944 році відкликаний на навчання до Військово-морської медичної академії.
Член ВКП(б) з 1945 року.
У 1947—1949 роках — лікар-ординатор туберкульозного санаторію Міністерства державної безпеки СРСР в Грузинській РСР.
У 1949—1950 роках — клінічний ординатор Ленінградського інституту туберкульозу.
У 1950—1959 роках — завідувач відділення і заступник головного лікаря по медичній частині Медвежегорського туберкульозного санаторію Карело-Фінської РСР (Карельської АРСР).
У 1959—1961 роках — головний лікар Ленінградської міської туберкульозної лікарні в Сестрорецькому районі міста.
У 1961—1963 роках — секретар Сестрорецького районного комітету КПРС міста Ленінграда.
У 1963 році — голова виконавчого комітету Сестрорецької районної ради депутатів трудящих міста Ленінграда.
У 1963—1966 роках — 1-й секретар Сестрорецького районного комітету КПРС міста Ленінграда.
У 1966—1971 роках — завідувач Ленінградського міського відділу охорони здоров'я.
У 1971 — 12 грудня 1980 року — 1-й заступник міністра охорони здоров'я СРСР.
12 грудня 1980 — 26 грудня 1986 року — міністр охорони здоров'я СРСР.
З грудня 1986 року — персональний пенсіонер союзного значення в Москві.
Потім шість років займав посаду наукового редактора «Медичної енциклопедії» Академії медичних наук СРСР.
Помер 8 квітня 2004 року в Москві. Похований на Троєкуровському цвинтарі.

## Нагороди і звання
- орден Леніна
- орден Жовтневої Революції
- орден Вітчизняної війни І ст.
- орден Трудового Червоного Прапора
- орден «Знак Пошани»
- медаль «За відвагу»
- медаль «За оборону Ленінграда»
- медаль «За оборону Сталінграда»
- медалі
- Почесний громадянин Агинського Бурятського автономного округу